# チロシンヒドロキシラーゼ
チロシンヒドロキシラーゼ（Tyrosine hydroxylase、EC 1.14.16.2）、チロシン 3-モノオキシゲナーゼ（tyrosine 3-monooxygenase）は、チロシンをジヒドロキシフェニルアラニン（DOPA）に変換する酵素である。DOPAはノルアドレナリンとアドレナリンの前駆体であるドーパミンの前駆体である。
この酸素添加酵素はカテコールアミンを含むすべての細胞の細胞質基質で見られる。この最初の反応はカテコールアミン合成において律速段階である。
この酵素は特殊で、インドール誘導体は受け入れない。カテコールアミンの合成に関わる他の多くの酵素も同様である。

## 臨床での重要性
チロシンヒドロキシラーゼはα-メチルチロシン（メチロシン）によって抑制することができるが、それはノルアドレナリン合成の調節の効果的手段にはならない。この薬品は稀にしか使われないが、褐色細胞腫と高血圧の治療には有用である。